# Montignac-Charente
Montignac-Charente és un municipi francès situat al departament del Charente i a la regió de la Nova Aquitània. L'any 2007 tenia 763 habitants.

## Demografia

### Població
El 2007 la població de fet de Montignac-Charente era de 763 persones. Hi havia 331 famílies de les quals 98 eren unipersonals (41 homes vivint sols i 57 dones vivint soles), 107 parelles sense fills, 102 parelles amb fills i 24 famílies monoparentals amb fills.
La població ha evolucionat segons el següent gràfic:
Habitants censats

### Habitatges
El 2007 hi havia 383 habitatges, 331 eren l'habitatge principal de la família, 24 eren segones residències i 29 estaven desocupats. 350 eren cases i 32 eren apartaments. Dels 331 habitatges principals, 241 estaven ocupats pels seus propietaris, 80 estaven llogats i ocupats pels llogaters i 9 estaven cedits a títol gratuït; 10 tenien dues cambres, 46 en tenien tres, 123 en tenien quatre i 152 en tenien cinc o més. 225 habitatges disposaven pel capbaix d'una plaça de pàrquing. A 153 habitatges hi havia un automòbil i a 134 n'hi havia dos o més.

### Piràmide de població
La piràmide de població per edats i sexe el 2009 era:
| Homes | Edats   | Dones |
| ----- | ------- | ----- |
| 0     | 95 o +  | 0     |
| 0     | 90 a 94 | 0     |
| 8     | 85 a 89 | 12    |
| 12    | 80 a 84 | 12    |
| 16    | 75 a 79 | 16    |
| 36    | 70 a 74 | 28    |
| 16    | 65 a 69 | 32    |
| 24    | 60 a 64 | 8     |
| 24    | 55 a 59 | 28    |
| 8     | 50 a 54 | 24    |
| 56    | 45 a 49 | 12    |
| 12    | 40 a 44 | 32    |
| 28    | 35 a 39 | 20    |
| 12    | 30 a 34 | 20    |
| 8     | 25 a 29 | 8     |
| 48    | 20 a 24 | 8     |
| 36    | 15 a 19 | 8     |
| 12    | 10 a 14 | 20    |
| 8     | 5 a 9   | 20    |
| 0     | 0 a 4   | 4     |

## Economia
El 2007 la població en edat de treballar era de 447 persones, 310 eren actives i 137 eren inactives. De les 310 persones actives 284 estaven ocupades (155 homes i 129 dones) i 25 estaven aturades (7 homes i 18 dones). De les 137 persones inactives 54 estaven jubilades, 38 estaven estudiant i 45 estaven classificades com a «altres inactius».

### Ingressos
El 2009 a Montignac-Charente hi havia 322 unitats fiscals que integraven 707,5 persones, la mediana anual d'ingressos fiscals per persona era de 18.665 €.

### Activitats econòmiques
Dels 40 establiments que hi havia el 2007, 1 era d'una empresa extractiva, 1 d'una empresa alimentària, 2 d'empreses de construcció, 10 d'empreses de comerç i reparació d'automòbils, 2 d'empreses de transport, 2 d'empreses d'hostatgeria i restauració, 1 d'una empresa d'informació i comunicació, 2 d'empreses financeres, 2 d'empreses immobiliàries, 3 d'empreses de serveis, 9 d'entitats de l'administració pública i 5 d'empreses classificades com a «altres activitats de serveis».
Dels 12 establiments de servei als particulars que hi havia el 2009, 1 era una gendarmeria, 1 oficina de correu, 1 una oficina bancària, 1 taller de reparació d'automòbils i de material agrícola, 1 autoescola, 1 paleta, 1 guixaire pintor, 1 fusteria, 3 perruqueries i 1 restaurant.
Dels 3 establiments comercials que hi havia el 2009, 1 era una fleca, 1 una carnisseria i 1 un drogueria.
L'any 2000 a Montignac-Charente hi havia 19 explotacions agrícoles que ocupaven un total de 260 hectàrees.

## Equipaments sanitaris i escolars
L'únic equipament sanitari que hi havia el 2009 era una farmàcia.
El 2009 hi havia una escola elemental integrada dins d'un grup escolar amb les comunes properes formant una escola dispersa.

## Poblacions més properes
El següent diagrama mostra les poblacions més properes.